# Tên lửa đạn đạo

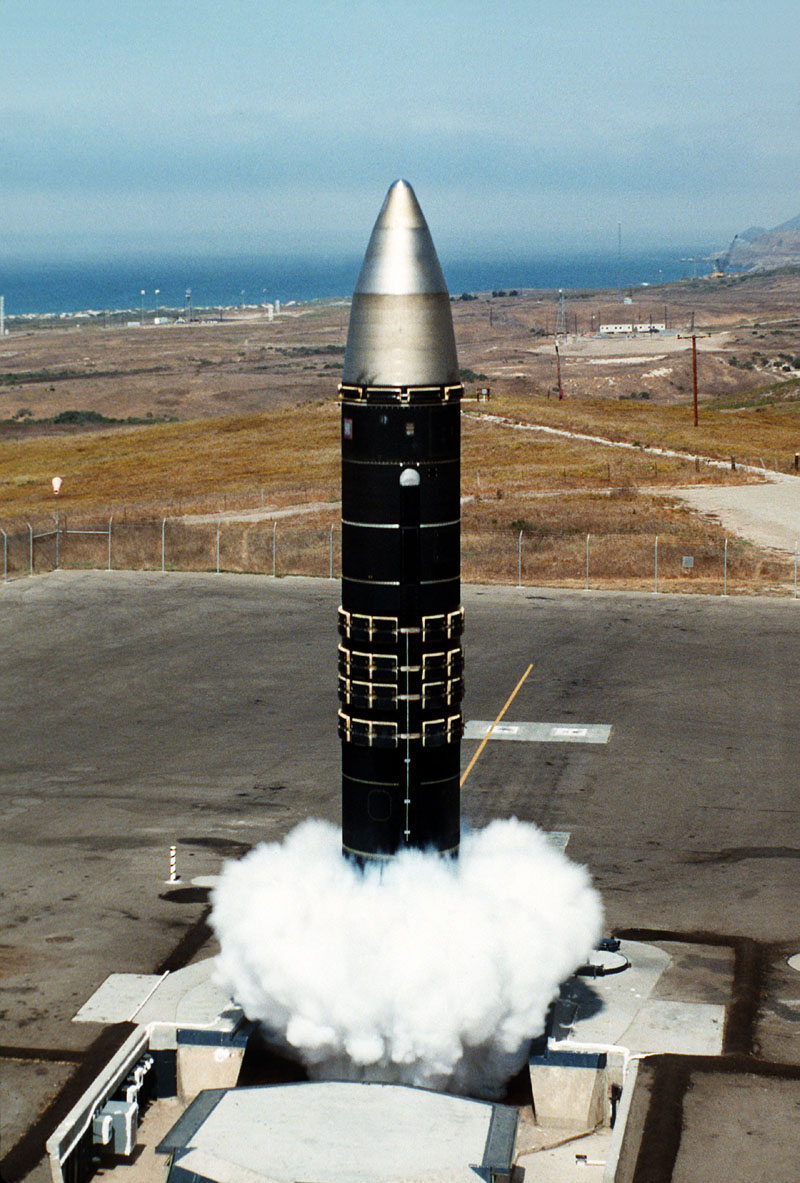
Tên lửa đạn đạo liên lục địa MX Peacekeeper của Hoa Kỳ đang được phóng thử nghiệm

Tên lửa đạn đạo là loại tên lửa có phần lớn quỹ đạo sau khi phóng tuân theo các nguyên tắc của đường đạn học phần quỹ đạo của tên lửa trong giai đoạn này thực chất là theo chế độ bay không điều khiển theo phương trình vật chuyển động tự do trong trường trọng lực. Để đi được xa thường tên lửa được phóng lên rất cao, quỹ đạo vượt ra khỏi tầng khí quyển đậm đặc của Trái Đất và thâm nhập khoảng không vũ trụ. Điểm đặc trưng của tên lửa đạn đạo là được phóng theo phương thẳng đứng.
Tên lửa đạn đạo bao gồm nhiều loại tên lửa trong đó có tên lửa vũ trụ là các tên lửa mang hay tên lửa đẩy dùng để đưa tàu vũ trụ và các vệ tinh nhân tạo vào quỹ đạo quanh Trái Đất và các loại tên lửa đạn đạo dùng trong quân sự.
Trong số các loại tên lửa đạn đạo chỉ có tên lửa vũ trụ có vận tốc lớn nhất và đạt được tốc độ vũ trụ cấp 1 (khoảng 7,9 km/giây tại cao độ 0), quỹ đạo của nó trở thành quỹ đạo của vệ tinh nhân tạo bay xung quanh Trái Đất theo các đường ellipse với độ cao giảm rất chậm sau mỗi vòng quay.
Tất cả các loại tên lửa đạn đạo khác không phát triển được vận tốc vũ trụ cấp một nên chuyển động của chúng là chuyển động "dưới quỹ đạo" là khi quỹ đạo của tên lửa không có khả năng thực hiện được một vòng quay xung quanh Trái Đất.

## Lịch sử
Tên lửa đạn đạo đầu tiên là A-4, thường được gọi là tên lửa V-2, được Phát xít Đức triển khai trong thập niên 1930 và 1940 dưới sự lãnh đạo của Wernher von Braun.Lần phóng thành công đầu tiên của V-2 diễn ra ngày 3 tháng 10 năm 1942 và bắt đầu đưa vào sử dụng ngày 6 tháng 9 năm 1944 tấn công vào Paris, tiếp đó là một vụ tấn công vào London hai ngày sau đó. Tới cuối Thế chiến II, tháng 5 năm 1945, hơn 3,000 tên lửa V-2 đã được phóng đi.
Tổng cộng 30 quốc gia đã triển khai hoạt động các tên lửa đạn đạo. Việc phát triển vẫn đang tiếp diễn, với khoảng 100 chuyến bay thử nghiệm năm 2007, chủ yếu bởi Trung Quốc, Iran và Liên bang Nga. Năm 2010 chính phủ Hoa Kỳ và Nga đã ký một hiệp ước cắt giảm kho vũ khí tên lửa đạn đạo liên lục địa (ICBM) trong một giai đoạn 7 năm (tới năm 2017) xuống còn 1550 đơn vị mỗi nước.

## Quỹ đạo bay
Quỹ đạo của tên lửa đạn đạo quân sự được đặc trưng bởi ba giai đoạn:
- Giai đoạn phóng: Tên lửa được phóng lên theo chiều thẳng đứng vượt qua tầng khí quyển đậm đặc giai đoạn này kéo dài khoảng 3-4 phút tên lửa sẽ đi vào khoảng không vũ trụ tên lửa tầm càng xa thì độ cao càng lớn và vận tốc tối đa càng cần phải gần đến vận tốc vũ trụ cấp 1 (đối với loại tên lửa liên lục địa vận tốc đạt đến 7 km/giây). Giai đoạn này tên lửa đã tiêu tốn một đến hai tầng phóng tên lửa với hầu hết nhiên liệu động cơ tên lửa.
- Giai đoạn giữa: Khi đã ở trên khoảng không vũ trụ tên lửa dần dần xoay hướng để chuyển động ngang. Tại độ cao này không còn lực cản của khí quyển, không cần lực đẩy của động cơ tên lửa gần như bay theo quy luật của vật bị ném lên trong trường trọng lực theo một quỹ đạo là một phần ellipse và đạt điểm cao nhất tại thời điểm giữa của giai đoạn này (tên lửa đạn đạo liên lục địa có thể đạt đến độ cao 1.200 km). Giai đoạn này kéo dài khoảng 15-25 phút tuỳ theo tầm bắn của tên lửa. Sau khi đạt độ cao tối đa các đầu đạn sẽ được phóng ra phần còn lại của tên lửa hết tác dụng. Sau đó đầu đạn mất dần độ cao và bắt đầu thâm nhập tầng khí quyển đậm đặc.
- Giai đoạn lao xuống mục tiêu: bắt đầu từ độ cao 100 km đầu đạn đi vào khu vực mục tiêu, càng ngày quỹ đạo càng mất dần chuyển động ngang và cuối cùng là lao xuống theo chiều thẳng đứng, giai đoạn này chiếm khoảng 2 phút và kết thúc khi chạm đất với tốc độ khoảng 1–4 km/giây.

Quỹ đạo đường đạn như trên cho phép tên lửa đạn đạo đến được mục tiêu rất xa vì phần lớn quỹ đạo diễn ra trong khoảng không vũ trụ không có lực cản không khí, tên lửa bay theo quán tính. Đối với tên lửa liên lục địa là loại tên lửa đạn đạo tầm xa thực tế nó có thể bắn đến được mọi điểm trên Trái Đất.

## Các kiểu tên lửa

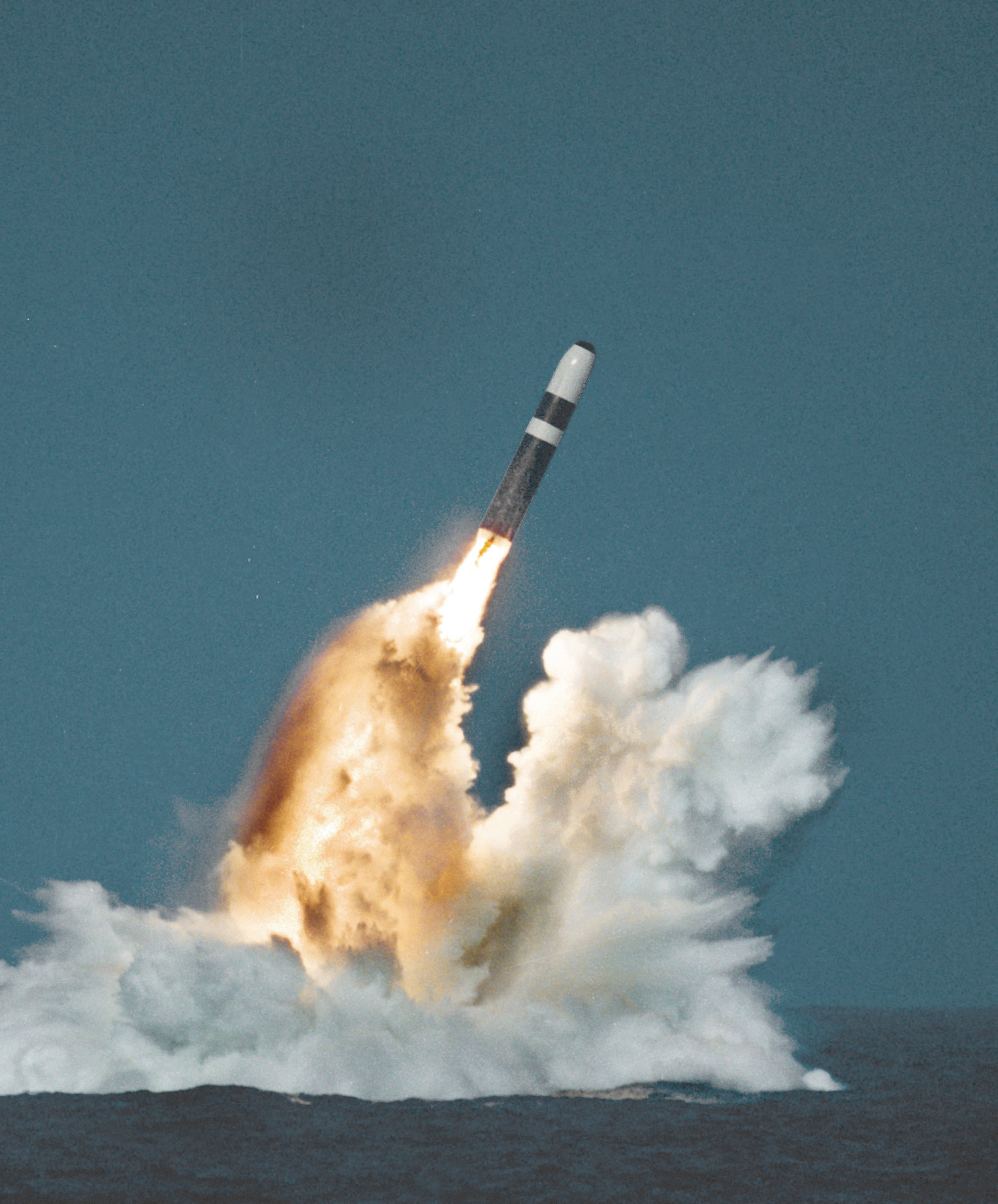
Tên lửa Trident II SLBM phóng từ tàu ngầm mang tên lửa đạn đạo.

Các tên lửa đạn đạo có thể có nhiều kiểu tầm hoạt động và mục đích sử dụng, và thường được chia theo các đặc điểm dựa trên tầm hoạt động. Nhiều kiểu mẫu đã được sử dụng bởi nhiều quốc gia để quy định các tầm hoạt động của tên lửa đạn đạo:
- Tên lửa đạn đạo chiến thuật: Tầm hoạt động trong khoảng 150 km và 300 km
  - Tên lửa đạn đạo tầm hoạt động chiến trường (BRBM): Tầm hoạt động thấp hơn 200 km
- Tên lửa đạn đạo chiến trường (TBM): Tầm hoạt động trong khoảng 300 km và 3,500 km
  - Tên lửa đạn đạo tầm ngắn (SRBM): Tầm hoạt động 1,000 km hay thấp hơn
  - Tên lửa đạn đạo tầm trung (MRBM): Tầm hoạt động trong khoảng 1,000 km và 3,500 km
- Tên lửa đạn đạo tầm trung gian (IRBM) hay tên lửa đạn đạo tầm xa (LRBM): Tầm hoạt động trong khoảng 3,500 km và 5,500 km
- Tên lửa đạn đạo xuyên lục địa (ICBM): Tầm hoạt động lớn hơn 5,000 km
- Tên lửa đạn đạo phóng từ tàu ngầm (SLBM): Được phóng từ tàu ngầm mang tên lửa đạn đạo (SSBN), tất cả các thiết kế hiện tại có tầm hoạt động liên lục địa.

Các giai đoạn bay giống với ICBM, ngoại trừ việc các tên lửa có tầm bắn thấp hơn 350 km không có giai đoạn bay ngoài khí quyển.

## Tên lửa giống tên lửa đạn đạo
Ở một đường đạn thấp hơn tên lửa đạn đạo, một tên lửa giống tên lửa đạn đạo có thể duy trì một tốc độ cao, nhờ thế khiến mục tiêu có ít thời gian để phản ứng với cuộc tấn công, với nhược điểm là giảm tầm hoạt động.
Iskander của Nga là một tên lửa giống tên lửa đạn đạo. Tên lửa Nga Iskander-M bay ở tốc độ siêu âm 2,100–2,600 m/s (Mach 6 - 7) ở độ cao 50 km. Tên lửa Iskander-M nặng 4,615 kg mang theo một đầu đạn 710 – 800 kg, với tầm hoạt động 480 km và đạt CEP 5 – 7 mét. Trong khi bay nó có thể vận động ở những độ cao khác nhau và những đường đạn khác nhau để tránh các tên lửa chống tên lửa đạn đạo.
Các hệ thống tương đương
- Hadès
- Iskander
- MGM-140B/E ATACMS
- Oka
- Shaurya
- Tochka